# Fowleria isostigma
Fowleria isostigma és una espècie de peix pertanyent a la família dels apogònids.

## Descripció
- Pot arribar a fer 7 cm de llargària màxima.
- 8 espines i 9 radis tous a l'aleta dorsal i 2 espines i 8 radis tous a l'anal.[6][7]

## Hàbitat
És un peix marí, associat als esculls i de clima tropical (35°N-20°S, 109°E-179°E) que viu entre 0-30 m de fondària.

## Distribució geogràfica
Es troba a Fiji, el Japó (incloent-hi les illes Ryukyu), Papua Nova Guinea, les illes Filipines, Taiwan i el Vietnam.

## Observacions
És inofensiu per als humans.